# Edmond Kapllani
Edmond Kapllani (* 31. Juli 1982 in Durrës) ist ein albanischer Fußballspieler und -trainer. Er ist der erfolgreichste ausländische Torschütze in der Geschichte der 2. Bundesliga.

## Karriere

### Vereine
Kapllani begann seine Karriere in Albanien bei KS Teuta Durrës. Über den kroatischen Verein NK Orijent Rijeka landete er beim Hauptstadtclub FK Partizani Tirana. 2003 wechselte er zu KS Besa Kavaja. Hier schaffte er mit zwölf Toren in 35 Spielen den Durchbruch und wurde erstmals in die zum damaligen Zeitpunkt vom Deutschen Hans-Peter Briegel trainierte Nationalmannschaft berufen. Briegel war es letztlich auch, der Kapllani den Weg nach Deutschland ebnete.
Im Jahr 2004 unterschrieb Kapllani einen Vertrag beim Zweitligisten Karlsruher SC. Bei den Badenern hatte er zunächst einen schweren Stand. In seinem ersten Jahr kam er durch Anpassungsschwierigkeiten nur zu 15 Einsätzen, wobei er lediglich ein Tor erzielte. Ein Jahr später kämpfte er sich in die Stammformation des Vereins, absolvierte 25 Ligaspiele und erzielte sechs Tore. In der Saison 2006/07 war Kapllani mit 17 Toren am Aufstieg der Karlsruher in die Bundesliga beteiligt. Nur Teamkollege Giovanni Federico war in dieser Spielzeit als Torschütze erfolgreicher. Trotz lukrativer Angebote aus Deutschland und Frankreich verlängerte Kapllani seinen Kontrakt im Anschluss bis 2010. In seiner ersten Bundesligasaison 2007/08 gelang es Kapllani lange nicht, sich als einzige Sturmspitze im neuen 4-2-3-1 System von Trainer Edmund Becker zurechtzufinden. Im Schatten von Sebastian Freis und Winterneuzugang Joshua Kennedy blieb ihm häufig nur ein Platz auf der Ersatzbank. Erst nachdem sich Kennedy gegen Ende der Rückrunde eine Verletzung zugezogen hatte, rückte Kapllani an den letzten fünf Spieltagen wieder in die Startformation auf. Daraufhin erzielte er gegen Werder Bremen und Hertha BSC seine ersten Bundesligatore. In der Saison 2008/09 kam Kapllani mit lediglich sechs Startelfeinsätzen jedoch erneut nicht über die Rolle des Reservisten hinaus. Der Karlsruher SC stieg am Saisonende wieder in die 2. Bundesliga ab.
Auf Grund einer Vertragsklausel ablösefrei wechselberechtigt, unterschrieb Kapllani zur Saison 2009/10 einen Zweijahresvertrag beim damaligen Zweitligisten FC Augsburg. Nachdem er dort in der Hinrunde nur zweimal zum Einsatz gekommen war, wechselte er in der Winterpause auf Leihbasis zum Ligakonkurrenten TuS Koblenz. Am Oberwerth war Kapllani Stammspieler und mit fünf Treffern erfolgreichster Rückrundentorjäger der TuS, die am Ende der Spielzeit in die 3. Liga abstieg. In der Saison 2010/11 spielte Kapllani im Zuge eines weiteren Leihgeschäfts für den Zweitligisten SC Paderborn 07. Zu Beginn der Rückrunde zog er sich einen Kreuzbandriss zu und fiel zwei Monate aus. Am Saisonende war er mit acht Toren in 23 Ligaspielen der vereinsintern beste Torschütze der Paderborner.
Zur Saison 2011/12 kehrte Kapllani nach Augsburg zurück, nachdem sein Vertrag durch den zwischenzeitlichen Aufstieg des FCA automatisch um ein weiteres Jahr verlängert worden war. Im November 2011 erzielte er gegen den VfL Wolfsburg im Rahmen des ersten Augsburger Bundesligaheimsieges nach über drei Jahren wieder ein Bundesliga-Tor. Sein zum Saisonende auslaufender Vertrag wurde allerdings nicht verlängert; er wurde am letzten Spieltag verabschiedet.
Zur Saison 2012/13 schloss sich Kapllani dem Zweitligisten FSV Frankfurt an. In der Winterpause verletzte er sich während eines Hallenturniers erneut am Kreuzband und verpasste die ersten sieben Rückrundenspiele. Nach seiner Genesung gehörte er wieder zur Stammformation der Bornheimer. Insgesamt bestritt er im Saisonverlauf 26 Ligaspiele. Mit elf Toren und fünf Vorlagen war er der beste Torschütze und -vorbereiter des Vereins, der mit dem vierten Tabellenplatz die beste Platzierung der Vereinsgeschichte erreichte. In der Saison 2013/14 erzielte Kapllani im Rahmen eines 3:0-Auswärtssieges gegen Dynamo Dresden den einzigen Hattrick seiner Profikarriere in Deutschland und zugleich sein 50. Zweitligator. Ende November 2013 wurde Kapllani vom Verein bis zum Jahresende vom Spielbetrieb ausgeschlossen, nachdem er zuvor im Auswärtsspiel gegen Energie Cottbus einen Elfmeter verwandelt hatte, obwohl er von Trainer Benno Möhlmann nicht als Schütze vorgesehen war. Auf die Initiative des Mannschaftsrates wurde die Sperre aber bereits am 11. Dezember 2013 wieder aufgehoben. Im April 2014 verlängerte Kapllani seinen Vertrag vorzeitig um zwei Jahre bis hin zum 30. Juni 2016. Mit elf Toren war er am Saisonende erneut der beste Ligatorschütze des FSV. In der Spielzeit 2014/15 verlor Kapllani seinen Stammplatz zeitweise an Mohamed Aoudia und Zlatko Dedič. Nach einer sportlichen Talfahrt befand sich der FSV nach dem 33. Spieltag auf dem Relegationsplatz und Trainer Möhlmann wurde durch Tomas Oral ersetzt. Am letzten Spieltag traf Kapllani zweifach gegen Fortuna Düsseldorf, woraufhin die Bornheimer durch einen 3:2-Sieg die Klasse sicherten. Insgesamt waren Kapllani im Saisonverlauf zum dritten Mal in Folge elf Ligatore gelungen. Damit war er abermals bester Schütze des FSV und unter den zehn besten Torjägern der Liga. In der Saison 2015/16 setzte Oral allerdings auf eine Verjüngung der Mannschaft und Kapllani wieder auf die Ersatzbank. Als Falko Götz den abstiegsgefährdeten Verein fünf Spieltage vor Schluss übernahm, stand Kapllani an den letzten beiden Spieltagen wieder in der Startformation. Obwohl er wie im Vorjahr am letzten Spieltag zwei Tore erzielte und der TSV 1860 München mit 2:1 besiegt wurde, stieg der FSV Frankfurt aufgrund der Ergebnisse der Konkurrenz nach acht Jahren wieder in die 3. Liga ab. Kapllanis Saisonbilanz wies vier Startelfeinsätze, 15 Einwechslungen und drei Tore auf.
Zur Saison 2016/17 unterschrieb Kapllani einen Zweijahresvertrag beim Regionalligisten SV Elversberg. Mit 15 Toren in 30 Spielen verhalf er dem Verein zur Meisterschaft in der Regionalliga Südwest. Der Aufstieg wurde jedoch in den Relegationsspielen gegen die SpVgg Unterhaching verpasst. In der Hinrunde der Saison 2017/18 bestritt Kapllani wegen Adduktorenproblemen nur vier Spiele. Infolge eines Kaderumbruchs wurde er in der Winterpause in die Reservemannschaft versetzt. Zur Saison 2018/19 wechselte er zum Oberligisten SV Spielberg, bei dem er auch den Posten des Co-Trainers übernahm.
Nach Erwerb der UEFA-A-Lizenz kehrte Kapllani zur Saison 2020/21 zum Karlsruher SC zurück und betreute als Co-Trainer von Sirus Motekallemi zwei Jahre lang die B-Junioren-Bundesligisten des Vereins. Im September 2023 kehrte er im Alter von 41 Jahren als Stürmer des Bezirksligisten FC Lichtental in den aktiven Fußball zurück. Im Dezember 2024 erwarb Kapllani die UEFA-Pro-Lizenz.
Zur Saison 2025/26 übernimmt Kapllani den Cheftrainerposten der Frauenbundesligamannschaft des SC Freiburg.

### Nationalmannschaft
Kapllani debütierte am 28. April 2004 während eines Freundschaftsspiels gegen Estland in der Nationalmannschaft Albaniens. In der Qualifikation zur Europameisterschaft 2008 schoss er am 2. Juni 2007 gegen Luxemburg sein erstes Länderspieltor. Mit insgesamt fünf Treffern, drei gegen Luxemburg und jeweils einer gegen Belarus und Rumänien, war er in der Qualifikation der erfolgreichste Torjäger seines Landes. Sein sechstes Länderspieltor schoss Kapllani am 20. August 2008 im Rahmen eines Freundschaftsspiels gegen Liechtenstein. Sein letztes Länderspiel bestritt Kapllani am 8. Juni 2014 gegen San Marino. Bei der erfolgreichen Qualifikation zur Europameisterschaft 2016 stand er noch einige Male im albanischen Kader, kam aber zu keinen weiteren Einsätzen.

## Erfolge
- Meister der 2. Bundesliga und Aufstieg in die Bundesliga: 2006/07
- Meister der Regionalliga Südwest: 2016/17
- Zweitbester Torjäger der Zweitligasaison 2006/07
- Albaniens Topscorer in der Qualifikation zur Europameisterschaft 2008

## Privates
Kapllani ist Vater einer Tochter (* 2009) und eines Sohnes (* 2012). Gemeinsam mit seiner Frau betrieb er in Baden-Baden ein Café.